# آلاء سالم
آلاء سالم (18 يناير 2002) ممثلة مصرية دخلت المجال الفني عام 2020 في مسلسل «وصية بدر» بدور عليا، كما اشتهرت بعد مشاركتها في مسلسل شارع الأعشى بدور عواطف.

## عن حياتها
ولدت في مدينة الرياض في 18 يناير 2002 شاركت في عدة أعمال فنية، مثل مسلسل (العيلة) عام 2020، ومسلسل (وصلة بدر) عام 2020، مسلسل (عيادة سكنية) عام 2021. [بحاجة لمصدر]

## أعمالها
| السنة | المسلسل       | الدور     |
| ----- | ------------- | --------- |
| 2020  | وصية بدر      | عاليا     |
| 2020  | العيلة        | عدة ادوار |
| 2021  | عيادة سكينة   | عدة ادوار |
| 2021  | تساهيل        | لجين      |
| 2022  | سندس          | مناهل     |
| 2024  | سندس 2        | مناهل     |
| 2024  | خريف القلب    | نسيبة     |
| 2024  | ثانوية النسيم | هيا       |
| 2024  | الشرار        | منيرة     |
| 2025  | شارع الأعشى   | عواطف     |

## الجوائز
- جائزة أفضل ممثلة صاعدة من مهرجان الدانة للدراما 2025 في البحرين، وذلك عن دورها في مسلسل «شارع الأعشى».[3]